# Nimule nationalpark
Nimule nationalpark är en nationalpark i Sydsudan.   Den ligger i delstaten Eastern Equatoria, i den sydöstra delen av landet, 140 kilometer söder om huvudstaden Juba. Nimule National Park ligger 640 meter över havet.
Omgivningarna runt Nimule nationalpark är huvudsakligen savann. Savannklimat råder i trakten. Årsmedeltemperaturen i trakten är 25 °C. Den varmaste månaden är februari, då medeltemperaturen är 32 °C, och den kallaste är juli, med 22 °C. Genomsnittlig årsnederbörd är 1 264 millimeter. Den regnigaste månaden är oktober, med i genomsnitt 182 mm nederbörd, och den torraste är februari, med 3 mm nederbörd.